# Meduza
Meduza é um jornal online e agregador de notícias baseado em Riga, no idioma russo, liderado por Galina Timchenko, ex-editora-chefe do site de notícias russo Lenta.ru.

## Concepção
Meduza é um agregador de notícias, textos e podcasts em russo que são selecionados manualmente, ao contrário dos rankings automáticos do Yandex News. O principal critério para publicação de conteúdo é a relevância e confiabilidade das informações, não o status da fonte. Além disso, Meduza cria seus próprios materiais. O site inclui cinco tópicos principais e não possui seções ou colunas. Um dos formatos da publicação é a análise de questões complexas usando cartões, semelhante ao projeto americano vox.com.[carece de fontes?]
Em fevereiro de 2015, o site também lançou uma versão em inglês. Em janeiro de 2016, a fundadora e CEO Galina Timchenko entregou o papel de editora-chefe a seu vice Ivan Kolpakov. Em novembro de 2018, Kolpakov anunciou sua renúncia após um escândalo de assédio sexual. Ele foi reintegrado como editor-chefe em 11 de março de 2019.

## Estrutura
Meduza é dirigido por uma equipe de cerca de vinte jornalistas que se demitiram do Lenta.ru após a inesperada remoção de Galina Timchenko de seu cargo pelo proprietário do site e aliado de Vladimir Putin, o oligarca Alexander Mamut. Não há jornalistas letões no projeto.
Timchenko disse à Forbes que a decisão de sediar Meduza na Letônia foi tomada uma vez que "no momento é possível estabelecer uma editora independente de língua russa na Letônia, enquanto na Rússia não é". O empresário e ex-oligarca russo Mikhail Khodorkovsky e o magnata das telecomunicações Boris Zimin foram considerados investidores passivos; no entanto, eles se separaram "por razões estratégicas e operacionais".

## Censura
Segundo Timchenko, Meduza servirá não apenas como agregador, mas também produzirá seu próprio conteúdo. Assim, visa preencher um nicho de mercado que existe devido a "uma longa lista de tópicos proibidos que a mídia russa não levanta por várias razões - devido à censura direta e indireta".
No dia seguinte ao lançamento, Meduza foi bloqueado no Cazaquistão, provavelmente devido a um artigo sobre a cidade de Oskemen (Ust-Kamenogorsk).
O site também foi bloqueado no Uzbequistão. As razões para isso não são claras.
O Meduza implantou meios técnicos para contornar a censura com seus aplicativos móveis.
Em junho de 2019, o jornalista do Meduza Ivan Golunov foi preso pela polícia russa por delitos de drogas. Colegas e amigos de Golunov disseram acreditar que as acusações foram feitas, motivadas por suas investigações sobre corrupção.